# 海弓首里
海弓首里（日语：／ Miyumi Shuri，1月6日—）是一名日本女性聲優，沖繩縣出身，Mausu Promotion所屬。

## 經歷
2019年，進入Mausu Promotion附屬演員培訓所。2021年，隸屬於Mausu Promotion。

## 人物
興趣與專長包括唱歌、設計、飛盤、舞蹈、遊戲、公共澡堂和三溫暖。

## 演出作品
※粗體字為主要角色。

### 電視動畫
2021年
- 只有我能進入的隱藏迷宮（粉絲）
- 世界盡頭的聖騎士（不死者少年、店員、女性們）

2022年
- 朋友遊戲（友一〈幼年〉[3][4]）
- 神渣☆偶像（吉野的粉絲[3]、頑皮的兩人[3]、觀眾[3]）
- 遊戲王GO RUSH[4]

2023年
- 擁有超常技能的異世界流浪美食家（莉歐[4]）
- 鬼滅之刃 刀匠村篇
- 幻日夜羽 -鏡中暉光-[5]
- 黑暗集會（靈[6]、幻燈河星[6]、少年[6]、發知晶[6]）
- 靠著魔法藥水在異世界活下去！（愛）

2024年
- 因為不是真正的夥伴而被逐出勇者隊伍，流落到邊境展開慢活人生2nd（小孩①[7]、小孩4[7])
- 杖與劍的魔劍譚（學生[8]）

2025年
- 金牌得主（男孩子[9]、考官[9]、學生[9]）
- 在沖繩喜歡上的女孩方言講得太過令人困擾（同班同學女子[10]、春人的朋友[10]、小孩[10]）
- Classic★Stars – 古典樂★之星（女子[11]、女子部員）
- WIND BREAKER—防風少年— Season 2[12]
- 直至魔女消逝（謝拉）
- 膽大黨 第2期（70年代的小孩）

### 劇場版動畫
2020年
- 灌籃高手 THE FIRST SLAM DUNK[13]

### 網路動畫
2023年
- 終末的女武神II（少年傑克）

### 遊戲
2020年
- 棕色塵埃（[3]）
- 九龍妖魔學園紀 ORIGIN OF ADVENTURE

2023年
- even if TEMPEST 連綴之時的拂曉
- 劍靈2（イル)
- 新楓之谷（朱梨）

2024年
- D4DJ Groovy Mix（月見山渚〈第2代〉[2]）
- Battle Spirits Crossover（棚田トモキ）

## 外部連結
- 海弓 シュリ｜所属タレント｜マウスプロモーション （页面存档备份，存于）
- 海弓首里的X（前Twitter）
- 海弓首里的Instagram帳戶
- YouTube上的